# Большая синагога в Катовице
Большая Синагога в Катовице — крупнейшая синагога (нем. Große Synagoge) в польском городе Катовице (пол. Katowiсе).
Большая Синагога была построена в 1900 году, по проекту немецкого архитектора Макса Грюнфельда. Сожжена нацистами 4 сентября 1939 года.

## История
К 1890 году в Катовице еврейская община, исповедовавшая Реформистский иудаизм, сильно возросла. Кроме этого, действовавшая в то время старая синагога с трудом вмещала всех верующих, так как она вмещала всего 320 человек. Вследствие большой разницы между религиозными течениями, представители реформистского иудаизма, собрав 175 подписей, подали городским властям просьбу о строительстве новой синагоги. Через несколько месяцев разрешение было получено.
Вскоре организаторы строительства на свои средства приобрели участок земли, выходящий на улицу August-Schneiderstraße (в настоящее время ул. Адама Мицкеевича), площадью 4500 м². Участок был немалым, поэтому было принято решение построить на нём, кроме, собственно синагоги, ещё пекарню мацы, Микву и бойню птицы.
Проект новой синагоги разработал немецкий архитектор Макс Грюнфельд (пол. Max Grünfeld), являвшийся сыном Игната Грюнфельда (пол. Ignatz Grünfeld), спроектировавшего в Катовице Старую синагогу. Первый камень был заложен в 1896 году новым раввином Соломоном Винером. Через 4 года, 12 октября 1900 года, вложив более 500 тысяч марок, в день празднования праздника Рош Ха-Шана новая синагога была торжественно открыта. В 1901 году в ней прошёл очередной Всемирный Сионистский Конгресс Всемирной сионистской организации.
Перед Первой мировой войной синагога была одним из самых значимых зданий в городе, к которой лучами сходились несколько улиц: Meisterstraße (в настоящее время ул. Фредерика Шопена), August-Schneiderstraße (в настоящее время ул. А. Мицкевича), Teichstraße (в настоящее время ул. Прудная (пол. Stawowa)) и Kurfürstenstraße (в настоящее время ул. ксёндза Петра Скарги (пол. SPiotra Skargi)). Место схождения всех улиц образовало площадь, названную в честь знатного древнего купеческого рода, Тиеле-Винклеров (пол. Tiele-Wincklerów)
.
Синагога простояла менее, чем четыре десятилетия. Нацисты, пришедшие в город 4 сентября 1939 года, её подожгли, а после пожарище было перекопано в поисках драгоценностей. Но ничего, кроме нескольких свитков торы, как ни странно практически не пострадавших, ничего найдено не было. После окончания II мировой войны руины синагоги были разобраны, а оставшийся кирпич, предположительно, был вывезен в Варшаву. Иудеи, вернувшиеся в Катовице, хотели восстановить синагогу, но политическая ситуация в стране и городские власти восстановление не разрешили.
В настоящее время на месте, где стояла синагога находится площадь Синагоги и базар. В июле 1988 года был поставлен памятник с текстом на польском языке и иврите:

Для увековечивания памяти жителей евреев Катовице, погибших за время немецкой оккупации 1939—1945 Катовичане. На этом месте стояла Большая синагога, разрушенная гитлеровцами в сентябре 1939 г.

## Архитектура
Здание синагоги было построено из кирпича, прямоугольной формы, в смешении стилей неоготики, неоренессанса, эклектики и мавританского стиля. Архитектор, проектируя синагогу, скорее всего брал за основу архитектуру реформаторских синагог в Германии, в частности архитектуру Новой Синагоги в Берлине или синагоги в городе Бохум.
Наиболее характерным элементом синагоги был большой купол с крещатым сводом, расположенным над главным молитвенным залом. На его вершине был помещён фонарь. Ещё одним эффектным элементом были большие створчатые окна, украшенные узорами, а также дополнительные скосы крыши, увенчанные башенками.
Внутри, перед молитвенным залом находилась прямоугольная прихожая, от которой расходились в стороны два крыла, в которых находились раздевалки, комната бракосочетания, и контора. Каждое такое крыло так же были увенчано куполами. Главный зал был мог вместить около 1120 человек, 670 в молельном зале для мужчин и 450 для женщин.

## Восстановление
В июне 2006 года фонд Илии Лехайма сообщил о планах восстановления синагоги. Первоначально планируется выкуп площади выставочного центра у частного владельца. По планам организаторов, синагога может быть восстановлена точно такой, какая была ещё в начале 1939 г.
Синагога будет служить не только как культовое сооружение но и как украшение города, как место примирения христиан и евреев. Как отмечает Ярослав Баныш — президент фонда, синагога будет воссоздана примерно за 10 лет.